# USS Parrott (DD-218)
Za druga plovila z istim imenom glejte USS Parrott.
USS Parrott (DD-218) je bil rušilec razreda Clemson v sestavi Vojne mornarice Združenih držav Amerike.
Rušilec je bil poimenovan po pomorskem častniku Georgu F. Parrottu.